# چارلز لیویت
چارلز لیویت (انگلیسی: Charles Leavitt)؛ یک فیلم‌نامه‌نویس اهل ایالات متحده آمریکا است که با فیلم الماس خونین به شهرت رسید و شناخته شد.

## فیلم شناسی
فیلم
- Sunchaser (۱۹۹۶)
- The Mighty (۱۹۹۸)
- کی-پکس (۲۰۰۱)
- الماس خونین (۲۰۰۶)
- The Express (۲۰۰۸)
- هفتمین پسر (۲۰۱۴)
- در دل دریا (۲۰۱۵)
- وارکرفت (۲۰۱۶)

فیلم تلویزیونی
- The Jennie Project (۲۰۰۱)